# Théorème du point fixe de Ryll-Nardzewski
Le théorème du point fixe de Ryll-Nardzewski est un théorème de point fixe d'analyse fonctionnelle, annoncé puis démontré par le mathématicien polonais Czesław Ryll-Nardzewski (de), qui garantit l'existence d'un point fixe commun pour certains demi-groupes d'applications affines d'un compact convexe dans lui-même.

## Énoncé
Soient X un espace localement convexe, Q un convexe non vide faiblement compact de X et G un demi-groupe d'applications affines de X dans X, faiblement continues et laissant Q stable.

Si G est non contractant sur Q, alors il existe dans Q un point fixe par tous les éléments de G.
Dire que l'ensemble d'applications G est un demi-groupe signifie simplement qu'il est stable par composition.

L'hypothèse qu'il est non contractant sur Q est définie par :

## Remarques
- Le plan de l'une des preuves[3],[4] est le suivant : par compacité, il suffit de démontrer l'existence d'un point fixe commun à un nombre fini d'éléments T1, … Tn de G. Le théorème du point fixe de Markov-Kakutani montre que la moyenne de ces Ti admet un point fixe x. Il reste alors à montrer que ce point est fixe par chaque Ti, par l'absurde et en supposant même, sans perte de généralité, qu'aucun Ti ne le fixe. L'hypothèse que G est non contractant sur Q fournit dans ce cas une semi-norme continue p telle que pour tout T dans G et tout indice i, p(TTix – Tx) > 1. Or un lemme technique (déduit du théorème de Krein-Milman) montre que pour tout convexe non vide K faiblement compact et séparable, il existe un convexe fermé C strictement inclus dans K tel que le p-diamètre de K\C soit majoré par 1. On en tire facilement la contradiction souhaitée en prenant pour K l'enveloppe convexe fermée de Hx, où H est le sous-demi-groupe engendré par les Ti.
- L'hypothèse que G est non contractant est automatiquement vérifiée si X est un espace vectoriel normé et si les éléments de G sont des isométries.
- Un corollaire est l'existence d'une mesure de Haar sur tout groupe compact.